# 2008 au Ghana
Cet article présente les faits marquants de l'année 2008 au Ghana.

## Évènements
- Dimanche 20 janvier 2008 : début de la CAN 2008 (Coupe d'Afrique des nations), au Ghana jusqu'au 10 février. Elle a été remportée par l'Égypte.
- Dimanche 7 décembre 2008 : quelque treize millions d'électeurs sont appelés à voter pour élire le président de la République, en remplacement de John Kufuor, et leurs 220 députés. Le candidat du parti au pouvoir, Nana Addo Dankwa Akufo-Addo, est arrivé en tête avec 49,13 % au premier tour; son principal adversaire John Atta Mills, du Congrès démocratique national (NDC, opposition), a obtenu 47,92 % des votes.
- Mardi 30 décembre 2008 : l'opposant John Atta Mills est en tête de l'élection présidentielle, selon la commission électorale, mais les résultats définitifs ne seront pas connus avant plusieurs jours. Le candidat du Congrès national démocratique (NDC) a remporté le scrutin dans 229 des 230 circonscriptions du pays mais avec un très faible écart de 23 055 voix — John Atta Mills a obtenu 4 501 466 voix (50,13 %), contre 4 478 411 (49,87 %) pour Nana Addo Dankwa Akufo-Addo, son adversaire du Nouveau Parti patriotique (NPP, au pouvoir). Des milliers de partisans de Mills se sont massés devant le siège de la commission électorale pour exiger la proclamation immédiate de la victoire de leur champion, mais des militaires et des policiers, appuyés par des blindés et des canons à eau, les ont tenus à l'écart. La victoire de John Atta Mills met fin à huit ans de domination du parti au pouvoir, marqués par une stabilité politique et une croissance économique soutenue.